# 科洛西夫卡 (巴爾區)
49°7′7″N 27°36′0″E / 49.11861°N 27.60000°E
科洛西夫卡（烏克蘭語：Колосівка），是烏克蘭的村落，位於該國西南部文尼察州，由日梅林卡區負責管轄，面積2.88平方公里，海拔高度313米，2001年人口193，人口密度每平方公里67.01人。